# Sportåret 1869

## Händelser

### Amerikansk fotboll
- 6 november - Princeton University vinner med 6-4 mot Rutgers College i den första collegematchen i amerikansk fotboll. Vid denna tid liknar reglerna mer så kallad "associationsfotboll" [1].

### Baseboll
- 4 maj - Cincinnati Red Stockings, som nyss blivit den första professionella basebollklubben i historien, spelar sin första match som professionell klubb och vinner med 45–9. Klubben vann samtliga sina matcher under säsongen.[2]
- Brooklyn Atlantics vinner National Association of Base Ball Players.[2]

### Boxning
- 15 juni — Mike McCoole besegrar brittiske utmanaren Tom Allen i efter diskvalificering i 9:e ronden i Saint Louis utanför Missouri, USA.  McCoole fortsätter göra anspråk på den amerikanska mästerskapstiteln, men hans hvuudrival Jimmy Elliott boxas inte under året.[3][4]
- Okänt datum - Allen är 1869 års mest aktiva boxare. Förutom förlusten mot McCoole, besegrar han Bill Davis i 43:e ronden; och går två matcher mot Charley Gallagher, där han förlorar den första medan returen slutar oavgjort.  Samtidigt turnerar engelske mästaren Jem Mace i Amerika, och ger uppvisningar only.[5]

### Cricket
- 18 april - Första internationella cricketmatchen i San Francisco spelas och vinns av Californian.[6]
- Okänt datum - Yorshire CCC och Notthinghamshire CCC delar titeln vid County Championship [7].

### Rodd
- 17 mars - Oxfords universitet vinner universitetsrodden mot Universitetet i Cambridge.

## Födda
- 12 maj – Carl Schuhmann, tysk brottare och gymnast som tog fyra guld vid de första Olympiska spelen 1896.
- 29 juli – Paul Aymé, fransk tennisspelare som vann herrsingeln i Franska öppna fyra år i rad 1897–1900.
- 23 augusti – Erik Boström, svensk sportskytt, olympisk silvermedaljör.
- 31 december – Carl Björkman, svensk sportskytt, olympisk guld- och bronsmedaljör.

### Fotnoter
1. ↑  ”Sveriges Amerikanska Fotbollsförbund”. Arkiverad från originalet den 24 december 2010. https://web.archive.org/web/20101224033629/http://amerikanskfotboll.com/arkiv-historia/fotbollshistoria.html. Läst 15 mars 2011.
2. 1 2  ”Charlton's Baseball Chronology - 1869” (på engelska). Charlton's Baseball Chronology. Arkiverad från originalet den 11 december 2008. https://web.archive.org/web/20081211104100/http://www.baseballlibrary.com/chronology/byyear.php?year=1869. Läst 15 augusti 2015.
3. ↑  Cyber Boxing Zone – Jimmy Elliott.  läst 8 november 2009.
4. ↑  Cyber Boxing Zone – Mike McCoole.  läst 8 november 2009.
5. ↑  Cyber Boxing Zone – Jem Mace.  läst 8 november 2009.
6. ↑  ”Chronology of Sports”. Arkiverad från originalet den 22 juli 2011. https://web.archive.org/web/20110722012455/http://worldtimeline.info/sports/. Läst 18 juli 2011.
7. ↑  En inofficiell titel fram till december 1889 då första officiella County Championship spelades.